# Koua
Koua är en ort i Komorerna.   Den ligger i distriktet Grande Comore, i den nordvästra delen av landet, 30 km norr om huvudstaden Moroni. Antalet invånare är 1 391. Den ligger på ön Grande Comore.
Terrängen runt Koua är huvudsakligen kuperad, men norrut är den platt. Havet är nära Koua åt nordväst. Runt Koua är det tätbefolkat, med 411 invånare per kvadratkilometer. Närmaste större samhälle är Mitsamiouli, 4,1 km norr om Koua. Omgivningarna runt Koua är en mosaik av jordbruksmark och naturlig växtlighet.